# 雅德·布奇勒
贾德森·唐纳德·布奇勒（英語：Judson Donald Buechler，1968年6月19日—），美国前职业篮球运动员，场上位置锋卫摇摆人，曾随芝加哥公牛队夺得三次NBA总冠军。
布奇勒出生于加利福尼亚州圣迭戈，大学就读于亚利桑那州立大学。1990年，布奇勒在NBA选秀中于第2轮第38顺位被西雅图超音速队选中，并被立即交换到新泽西网队。在一个赛季后，布奇勒被网队放弃。
在圣安东尼奥马刺队打了几场短工后，布奇勒同金州勇士队签约，1995年，他同芝加哥公牛队签约。在三连冠后，他转投底特律活塞队，后又先后效力于菲尼克斯太阳队和奥兰多魔术队，2002年退役。